# Rio Suçuarana
Rio Suçuarana är ett vattendrag i Brasilien.   Det ligger i delstaten Rio Grande do Sul, i den södra delen av landet, 1 400 km söder om huvudstaden Brasília.
I omgivningarna runt Rio Suçuarana växer i huvudsak städsegrön lövskog. Trakten runt Rio Suçuarana är nära nog obefolkad, med mindre än två invånare per kvadratkilometer.